# Bjergtapir
Bjergtapiren (latin: Tapirus pinchaque) er en tapir i ordenen af uparrettåede hovdyr. Dyret når en længde på 1,8 m med en hale på 50 cm og vejer 150 kg. Arten lever i det nordvestlige Sydamerika. Dens tykke pels er mørkebrun til sort. Den lever i nærheden af vand og svømmer godt. Den fouragerer fortrinsvis ved daggry og solnedgang, hvor maden består af blade. Den skjuler sig om dagen i krat. Tapiren lever langt det meste af sit liv alene.